# Cratere Du Toit
Du Toit  è un cratere sulla superficie di Marte.